# Ouragan Julia (2022)
Pour les articles homonymes, voir Cyclone tropical Julia.
L’ouragan Julia est le douzième système tropical, la dixième tempête nommée et le cinquième ouragan de la saison 2022 dans l'Atlantique nord ainsi la dix-huitième tempête tropicale de la même saison dans le Pacifique nord-est. Il est né d'une onde tropicale dans l'océan Atlantique tropical qui a traversé dans l'extrême sud de la mer des Caraïbes le 5 octobre. Le lendemain, longeant la côte vénézuélienne, elle st devenue une dépression tropicale Treize à l'est des îles ABC. Souffrant de la friction avec la côte, ce n'est que le 7 octobre que Julia est devenue une tempête tropicale en débouchant dans sur les eaux libres en direction franc ouest. Le 8 octobre, le système est devenu un ouragan de catégorie 1 en passant sur l'île de San Andrés et a ensuite touché terre sur Nicaragua. Le 9 octobre, Julia est retombé au niveau de tempête tropicale en traversant le pays et a émergé dans le pacifique en fin de journée, devenant la deuxième tempête de la saison à survivre au passage entre le bassin Atlantique nord et celui du Pacifique  nord-est.
C'est environ deux semaines plus tard que normalement pour la dixième tempête nommée de la saison de se former. Une seule tempête est passée plus au sud dans la mer des Caraîbes dans les annales, soit la tempête tropicale Bret en 1993.

## Évolution météorologique

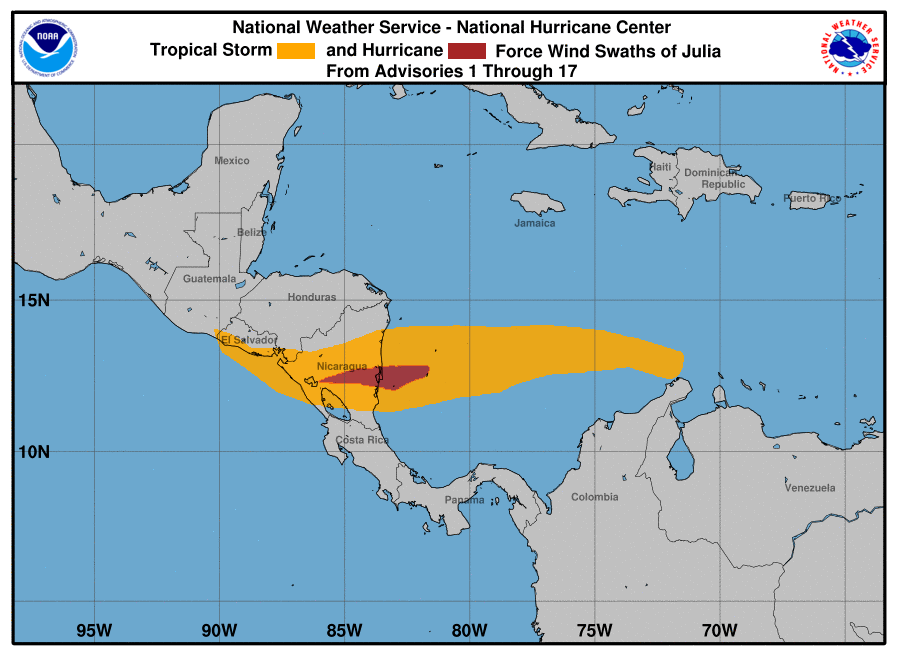
Couloir de vents de tempête (orange) et d'ouragan (rouge).

Le 2 octobre, le NHC a commencé à suivre une onde  à mi-chemin entre les îles du Cap-Vert et la côte sud-américaine qui montrait un potentiel de développement. Le matin du 5 octobre, l'onde est passée sur le sud des Petites Antilles et est entrée dans la mer des Caraïbes, longeant ensuite la côte du Venezuela tout en développant graduellement une centre de surface. Le 6 octobre à 15 h UTC, bien qu'encore mal organisé, le NHC a décidé de classer le système comme cyclone tropical potentiel Treize alors qu'il était à 240 km à l'est-sud-est de Curaçao. Le gouvernement colombien a émis des alertes cycloniques pour la côte de la péninsule de Guajira et l'archipel de San Andrés, Providencia et Santa Catalina.
À 3 h UTC le 7 octobre, le NHC a rehaussé le système à dépression tropicale près des îles ABC. À 15 h UTC, le système est passé à tempête tropicale, nommée Julia, à l'ouest de la péninsule de Guajira entrant sur des eaux très chaudes. Les alertes cycloniques ont été allongées à la côte caraïbéenne du Nicaragua et du Honduras.
Le 8 octobre, des alertes ont été émises pour la côte pacifique du Nicaragua, du Honduras et du Salvador car le NHC prévoyait que Julia devait traverser ces pays en direction du Pacifique. À 23 h UTC, le NHC a émis un bulletin spécial pour dire que le système était devenu un ouragan de catégorie 1 en passant sur l'île de San Andrés.
Le 9 octobre à 7 h 15 UTC, ce dernier a touché à la côte nicaraguayenne près de Laguna de Perlas à son apex avec des vents soutenus de 140 km/h et une pression centrale de 982 hPa. Les alertes furent allongées à la côte du Guatemala. À 15 h UTC, Julia est retombé à tempête tropicale en passant sur le relief montagneux et peu après 20 h UTC a atteint la côte pacifique à l'ouest de León (Nicaragua).
Après avoir atteint l'océan, la tempête tropicale a continué de perdre en intensité car la partie nord de la circulation interagissait toujours avec le terrain montagneux. À 3 h UTC le 10, le centre est devenu difficile à localiser dans l'imagerie satellitaire près de la côte nord-ouest du Nicaragua et le NHC a estimé que les vents soutenus n'étaient plus que de 65 km/h. Julia longea ensuite la côte du Salvador et à 15 h UTC devint une dépression tropicale en entrant sur le Guatemala. Cette dernière est devenue un creux barométrique à 21 h UTC à la frontière avec le Mexique. Cependant, son humidité et tourbillon d'altitude continua à se propager le long de la côte sud-ouest du Mexique où il rencontra un événement de vent de Tehuano.

## Préparatifs
En plus des alertes cycloniques citées dans la section antérieure, les divers pays ont pris des mesures pour leurs populations. Le 8 octobre, le directeur du système de réponse aux catastrophes du Nicaragua a déclaré aux médias que les personnes à haut risque avaient été évacuées des zones côtières, soit quelque 6 000 personnes, avant l'arrivée de Julia et l'armée a livré des fournitures humanitaires à Bluefields et Laguna de Perlas pour 118 abris temporaires,. Le Système national pour la prévention des catastrophes du Nicaragua (SINAPRED) a mis tout le pays en alerte jaune et mobilisé 400 agents de police. Les bateaux de pêche ont été mis en sécurité et les habitants ont fait des provisions ainsi que le plein d'argent. Le gouvernement a aussi  des localités menacées.
Au Guatemala, 22 départements ont été placés en alerte rouge par la protection civile. Au Honduras, le gouvernement a annoncé des délestages préventifs du barrage d'El Cajón, le plus important du pays. Il a aussi ouvert plus de 1 137 abris dans tout le pays et lancé une alerte rouge, le niveau plus haut niveau d'alerte, pour 10 des 18 départements du Honduras.
Au Salvador, les responsables ont déclaré avoir ouvert 61 abris pouvant accueillir plus de 3 000 personnes.

## Conséquences
| Pays              | Décès,           | Dommages (Millions $US) |
| ----------------- | ---------------- | ----------------------- |
| Colombie          | 0                | NC                      |
| El Salvador       | 10               | NC                      |
| Guatemala         | 14               | NC                      |
| Honduras          | 4                | NC                      |
| Nicaragua         | 5                | 300                     |
| Mexique           | 1                | NC                      |
| Panama            | 2                | NC                      |
| Trinité-et-Tobago | 1                | NC                      |
| Venezuela         | 54 (7 manquants) | NC                      |
| Totaux            | 91               | >300                    |

### Antilles, Colombie et Venezuela
Le précurseur de Julia a donné de violents orages sur plusieurs îles et la côte caraïbe de l'Amérique du Sud. À Trinité-et-Tobago, il est tombé de 51 mm de pluie en moins d'une demi-heure le 5 octobre, provoquant d'importantes inondations et des crues soudaines de cours d'eau. Plusieurs écoles, routes et bâtiments ont été gravement touchés par les inondations et elles ont entraîné le décès d'une femme qui a été emportée par le flots.
Au Venezuela, les fortes pluies ont provoqué des inondations et des glissements de terrain généralisés. À Las Tejerías, au moins 54 personnes sont mortes et 7 sont disparues lorsque la boue et les débris ont inondé la ville détruisant tout sur leur passage. Plus de 3 000 hommes ont été déployés pour rechercher les survivants.
Julia est passé sur l'île colombienne de San Andres alors qu'il atteignait la force d'un ouragan. Les responsables ont rapporté que la tempête avait renversé des arbres et soufflé les toits de plusieurs maisons mais aucun décès n'a été signalé.

### Amérique centrale
Les inondations et les glissements de terrain engendrés par Julia ont causé des dégâts considérables et au moins 31 personnes ont été tuées par les inondations en Amérique centrale : 10 au Salvador, 4 au Honduras, 1 au Nicaragua, 14 au Guatemala et 2 au Panama,. De plus, deux personnes ont été portées disparues au Guatemala,.
Au Nicaragua, des vents violents et des pluies torrentielles ont commencé à frapper la région autonome de la Côte caraïbe sud dans la nuit du 8 au 9 octobre. Des toits de tôle arrachés et des chutes d'arbres ont rapidement été signalés et Bluefields, qui compte 60 000 habitants, a perdu le courant électrique. Au moins 1 million de personnes étaient  sans électricité dans tout le pays et 13 000 familles ont dû être évacuées. Selon le gouvernement, les dommages s'élèveraient à plus de 300 millions $US. Julia aurait fait 5 morts selon des rapports indépendants mais le gouvernement réfute ce nombre.
Au Guatemala, 457 300 personnes ont été touchées, dont 1 165 ont dû être évacuées. Au moins 14 personnes sont mortes dans tout le Guatemala : neuf dans le département de Huehuetenango et cinq dans le département d'Alta Verapaz, dont un soldat tué alors qu'il effectuait des opérations de sauvetage.
Au Honduras, de nombreuses maisons ont été inondées le long de la rivière Chamelecón, qui a continué de monter à partir du 10 octobre. De fortes pluies ont amené les niveaux d'eau aux barrages de La Concepcion et Jose Cecilio del Valle au-dessus de leur capacité maximale. La rivière Ulúa est montée à 6,79 m près de Santiago, dépassant le stade d'alerte rouge pour les inondations. Les effets les plus significatifs ont été ressentis dans le département de Yoro. Au total, 103 960 personnes ont été touchées, dont 3 412 ont dû être évacuées. Ce sont 278 maisons qui ont été détruites et 397 autres qui ont subi des dommages à des degrés divers.
Au Panama, 2 personnes sont mortes près de la frontière avec le Costa Rica et environ 300 personnes ont dû être évacuées. Le ministère de l'Éducation du Panama a suspendu les cours le 10 octobre. Deux glissements de terrain ont été signalés et les fortes pluies ont fait près de 868 sinistrés.
Au Salvador, des chutes d'arbres ont été signalées dans différentes municipalités, bloquant plusieurs routes principales. Les routes ont également été endommagées par des glissements de terrain. Les autorités rapportent 10 décès au Salvador dont 5 soldats qui sont morts à Comasagua, département de La Libertad, lorsque la maison dans laquelle ils cherchaient refuge s'est effondrée.

### Mexique
La protection civile a déclaré qu'une personne était décédée après les fortes pluies, associées aux restes de Julia, à Acapulco le 11 octobre. De plus, environ 200 maisons avaient été endommagées et que de nombreuses familles avaient perdu leurs biens. Des membres de l'armée mexicaine sont arrivés le lendemain pour aider à dégager les débris des rues.